# Uğurlu Glass
Uğurlu Oto Cam A.Ş. est une entreprise turque spécialisée dans la production d'articles en verre de toutes sortes, à usage domestique et industriel. Elle est implantée à Denizli depuis 1971. Une deuxième unité entre en fonction en 2006.

## De l'automobile à l'architecture intérieure
Uğurlu réalise une importante part de son chiffre d'affaires en tant qu'équipementier automobile. Il a pour clients des acteurs de 1er plan comme l'allemand MAN ou encore son compatriote Temsa, pour lesquels il conçoit pare-brises, vitres latérales et lunettes arrière. Cela implique la maîtrise des différents types de cuisson, le verre trempé et laminé. Recherches élargies au vitrage blindé.
La société turque a poursuivi la diversification par les couvercles d'articles de cuisson, le vitrage de bâtiment (façade, cloisons de séparation, portes intérieures et extérieures...) et mobiliers hétéroclites (cabines de douche, tablettes de bureau...).